# Etiópia zászlaja
Etiópia zászlaja Etiópia egyik nemzeti jelképe.

## Leírása
A kék szín a béke szimbóluma, a pentagram Etiópia népeinek és nemzetiségeinek egységét jelképezi.
A színek eredeti szimbolikája a keresztény értékekre utalt. A jelenlegi hivatalos értelmezés szerint a zöld a termékenység, a munka és a haladás szimbóluma, a sárga a reményé, az igazságé és az egyenlőségé, a vörös pedig az áldozathozatalé és a szabadságért és egyenlőségért vívott hősies harcé.

## Története
A vízszintes trikolórt 1895 óta használják. 1996-ban helyezték el az új nemzeti jelképet a zászló közepén.

## Változatok

Címer nélküli trikolór, amely a hagyományos, polgári és össznemzeti szerepet tölti be
Az Etióp Császárság 1870-ben használt lobogója
II. Menelik által 1897-ben bevezetett és 1914-ig használt zászló
Az Etióp Császárság 1914 és 1974 közötti lobogója
Az etióp katonai junta, a Derg által bevezetett nemzeti lobogó 1974 és 1987 között
A Derg által bevezetett állami lobogó 1975 és 1987 között
Az Etióp Népi Demokratikus Köztársaság zászlója 1987 és 1991 között
1992 és 1996 között használt ideiglenes állami lobogó
1996 és 2009 között használt állami lobogó